# 斯泰爾TMP衝鋒槍
斯泰爾TMP（Steyr TMP）是由奧地利斯泰爾-曼利夏設計的9毫米口徑冲锋枪。而當中TMP解為（Tactical Machine Pistol）戰術衝鋒手槍。

## 設計
斯泰爾TMP有名之處在於能令射手可在連發時保持穩定射擊，準確度比其他的衝鋒手槍高。TMP沒有快慢機，取而代之的是其來自斯泰爾AUG突擊步槍的射控扳機，輕按扳機只能單發，完全按下扳機便是全自動射擊，TMP對應15或30發彈匣，亦對應消聲器。
TMP裝有向前傾的前握把，報告指出其前握把有助於射擊時穩定持槍及瞄準，另外也可在前握把安裝戰術配件。
1990年代，斯泰爾把TMP的設計賣給，成為B&T MP9戰術衝鋒槍。TMP亦曾推出4.6×30毫米版本試驗型，名為TMP-46。
B&T MP-9也被DSArms （页面存档备份，存于）推出民用型TP9戰術手槍。

## 斯泰爾SPP

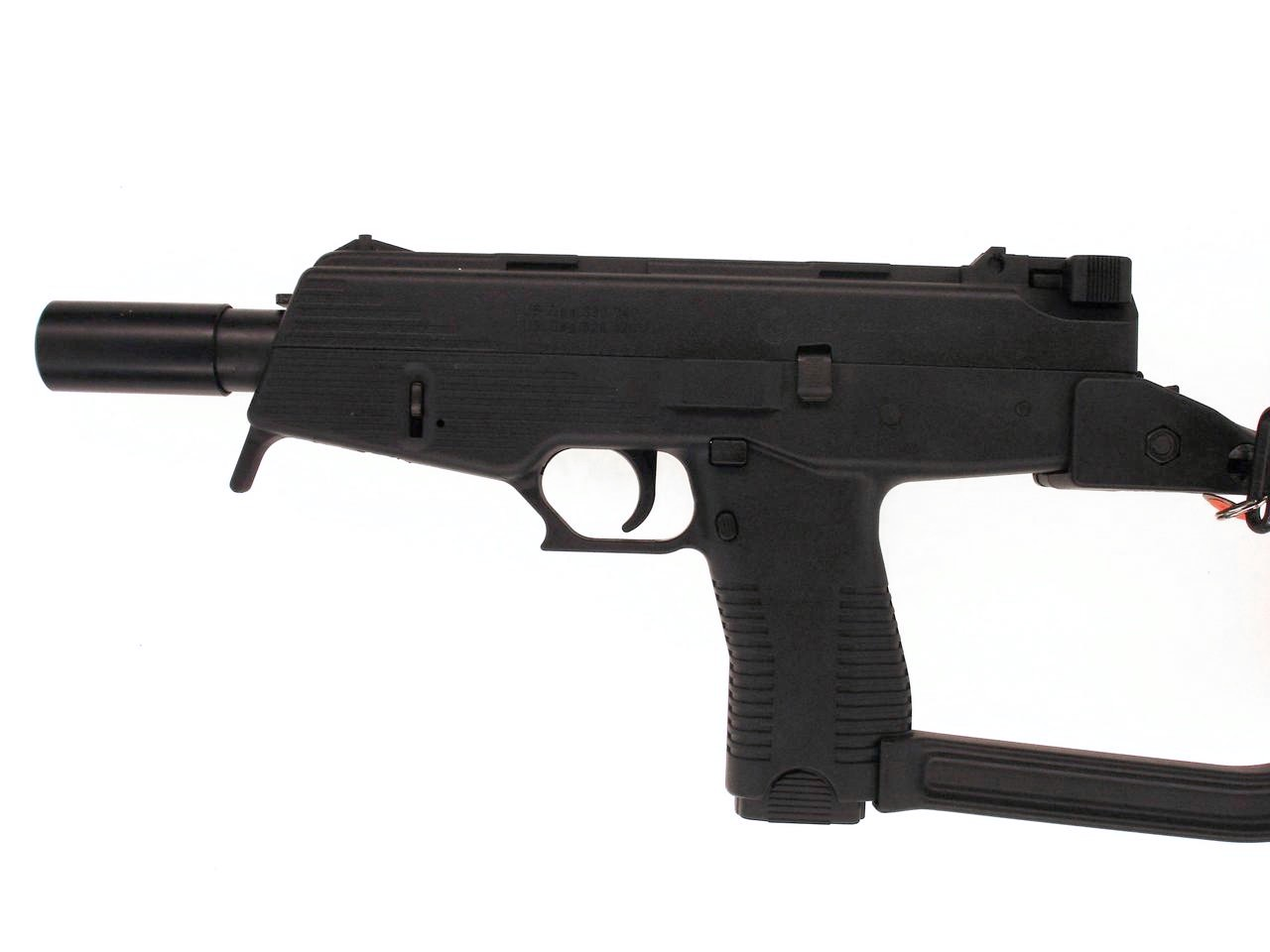
斯泰爾SPP

斯泰爾SPP（Special Purpose Pistol）是TMP的半自動民用型，口徑相同，但槍管較輕，前握把亦被移除。

## 使用國
- 奥地利
  - 奧地利聯邦內務部眼鏡蛇作戰司令部
- 智利
  - 智利警察
- 印度尼西亞
  - 印尼國民軍特種部隊
- 愛爾蘭
  - 愛爾蘭陸軍遊騎兵聯隊
- 義大利
  - 卡賓槍騎兵特別干預組
- 西班牙
  - 特警單位
- 梵蒂冈
  - 瑞士近衛隊

## 流行文化

### 電影
- 1995年—：型號為TMP，由派往刺殺尼爾·麥考利的打手所使用。
- 2014年—《美國隊長2：酷寒戰士》：型號為SPP，獵鷹（Sam Wilson/Falcon，安东尼·麦凯飾演）之雙持武器。

### 電子遊戲
- 《系列》（1.6、Online）：命名為"Schmidt Machine Pistol"，使用30發彈匣供彈並裝上了消音器，為反恐部隊的專屬武器。奇怪地没有無彈後定、空倉重新裝填後玩家角色不會為槍械上膛，以及第一人稱視角中的武器模組採用鏡像佈局（右手持槍時拋殼口位於左邊）。
- 《惡靈古堡系列》：登場於《生化危機4》（2005年）、《生化危機 安布雷拉編年史》（2007年）與《生化危機4 重製版》（2023年）。
- 2006年—：被归类为冲锋枪，在多个关卡中被精英守卫使用。
- 2007年—《穿越火线》：游戏中命名为斯太尔冲锋枪，归类为冲锋枪，30发弹匣供彈，使用GP点券购买。2016年情人节推出特别版：斯太尔-巧克力，改以35发弹匣供彈，使用CF点券购买。
- 2008年—《戰地之王》：遊戲中以副武器作為歐元購買，購買官階(永久)為少尉LV.1，是遊戲中永久武器中最高官階的，外觀上雖使用30發彈匣供彈，但只裝填15發，2017年推出雙持版本並搭載了雷射瞄準器和戰術手電筒，總彈藥數70發，為主武器裝備屬於偵查兵專用武器。
- 2017年—《少女前线》：以拟人化姿态在游戏中出现，定位为3星SMG。

### 動畫
- 2008年—《神槍少女II》：由安潔麗卡所使用，有時會裝上消音器。

## 外部連結
- （英文）—Modern Firearms-斯泰爾TMP （页面存档备份，存于）
- （英文）—斯泰爾公司武器主頁
- （中文）—槍炮世界—TMP冲锋枪 （页面存档备份，存于）
  - SPP手枪 （页面存档备份，存于）